# Edward Stanley Kellogg
Edward Stanley Kellogg (20 de agosto de 1870 - 8 de janeiro de 1948) foi um capitão da Marinha dos Estados Unidos que serviu como o 16º governador da Samoa Americana. Kellogg se formou na Academia Naval dos Estados Unidos em 1892 e se juntou ao Corpo de Engenheiros Navais. Ele serviu como engenheiro assistente em vários navios e participou da Guerra Hispano-Americana. Aposentou-se em 1920 e tornou-se governador três anos depois, tornando-se apenas um dos dois governadores navais da Samoa Americana a ocupar o cargo após a aposentadoria do serviço. Como governador, Kellogg afirmou a autoridade dos Estados Unidos sobre os chefes tribais das ilhas. Ele removeu o título de Tu'i Manu'a de Chris Young, alegando que implicava autoridade de rei sobre o povo da Samoa Americana. Ele também removeu o chefe Tui Manu'a do poder, resultando em protestos generalizados entre o povo das ilhas. Kellogg morreu no Hospital Militar Nacional de Walter Reed em Maryland e foi enterrado no Cemitério Nacional de Arlington.